# Organización territorial de la República de Artsaj

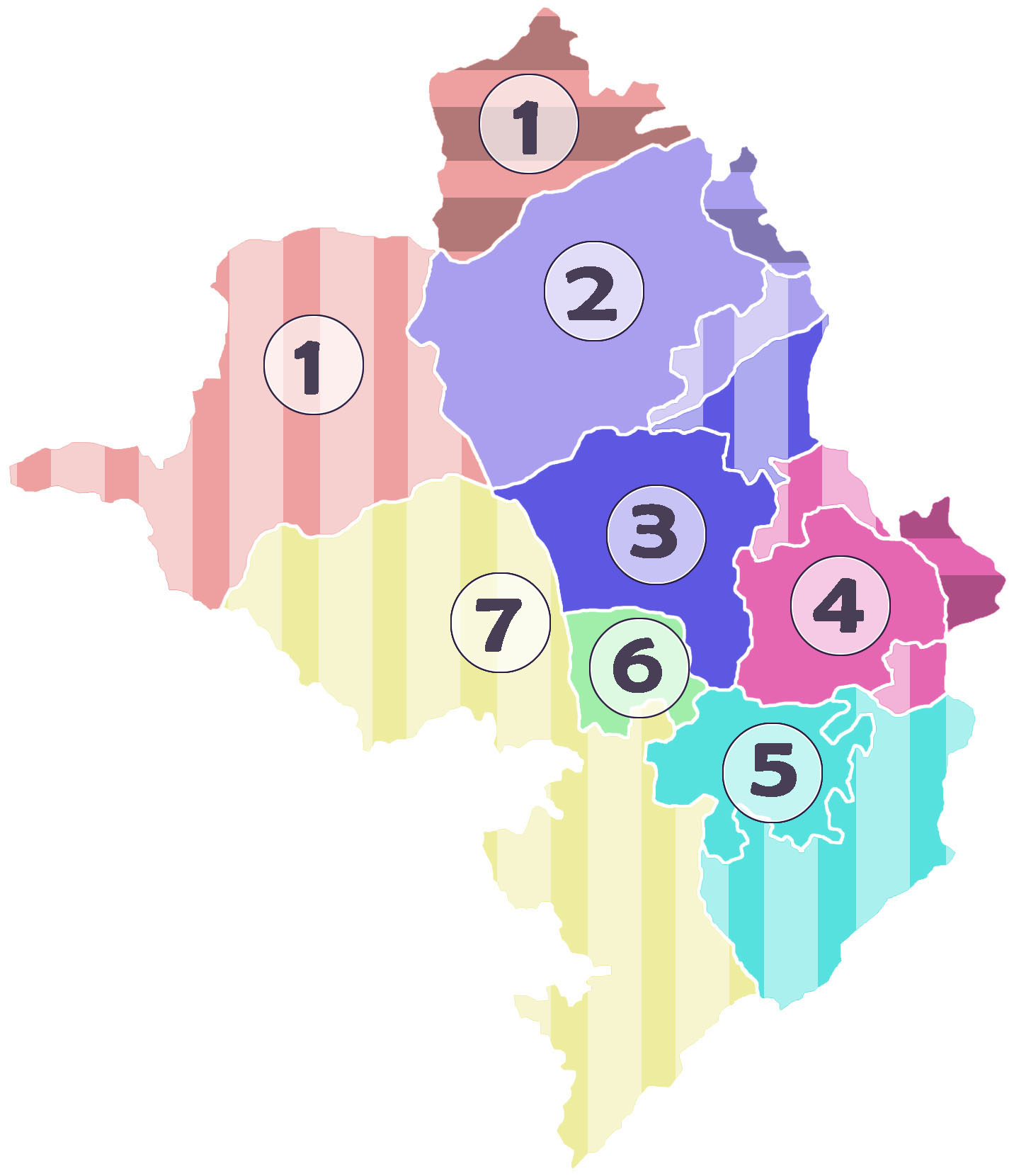
Provincias de la República de Artsaj: 1. Shahumián ; 2. Martakert ; 3. Askerán ; 4. Martuni ; 5. Hadrut ; 6. Shusha ; 7. Kashatag. Stepanakert no está incluida. Nota: las regiones marcadas con rayas verticales son las que estaban bajo el control de las fuerzas armadas armenias fuera del antiguo óblast autónomo de Nagorno Karabaj (OANK). Las regiones marcadas con rayas horizontales representan las del OAHK que eran reivindicadas por Artsaj o las regiones reivindicadas que estaban bajo control azerbaiyano.

La República de Artsaj estaba organizada en ocho divisiones administrativas. De ellas, siete eran provincias; Stepanakert, la capital del país, era una ciudad dotada de un estatus especial.
Al final de la segunda guerra del Alto Karabaj, la provincia de Hadrout y la mitad sur de Kashatagh fueron retomadas por Azerbaiyán. Además, la República de Artsaj devolvió a Azerbaiyán los territorios azeríes ocupados desde 1991. En total, perdió tres cuartas partes de los territorios bajo su control.
Al final, los separatistas del Alto Karabaj controlaron sólo 4.388 kilómetros cuadrados desde 2020 hasta 2023, y devolvieron unos 7.000 kilómetros cuadrados de territorio a Azerbaiyán.

## Divisiones administrativas
| provincia              | Población (2010) | Superficie (km²) | Densidad |
| ---------------------- | ---------------- | ---------------- | -------- |
| Stepanakert            | 52 300           | 25,7             | 2 035,02 |
| Provincia de Askerán   | 17 700           | 1 196,3          | 14,8     |
| Provincia de Hadrut    | 12 400           | 1 876,8          | 6,61     |
| Provincia de Martakert | 19 600           | 1 795,1          | 10,92    |
| Provincia de Martuni   | 23 500           | 951,1            | 24,71    |
| Provincia de Shahumián | 3 000            | 1 829,8          | 1,64     |
| Provincia de Shusha    | 5 100            | 381,3            | 13,38    |
| Provincia de Kashatag  | 7 800            | 3 376,6          | 2,31     |